# Rudice (Bośnia i Hercegowina)
Rudice (cyr. Рудице) – wieś w Bośni i Hercegowinie, w Republice Serbskiej, w gminie Novi Grad. W 2013 roku liczyła 590 mieszkańców.